# Pietro Bembo
Pietro Bembo (Veneza, 20 de maio de 1470 — Roma, 18 de janeiro de 1547) foi um gramático, escritor, humanista, historiador e cardeal veneziano. Foi o primeiro a estabelecer as regras da língua italiana de modo seguro e coerente, com base nas práticas dos maiores escritores toscanos do Trecento (século XIV). Contribuiu decisivamente para a difusão na Itália e no exterior do modelo poético petrarquista. Suas ideias foram também fundamentais para a formação musical do estilo madrigal do século XVI.

## Biografia
Nascido em Veneza, da importante e antiga família patrícia dos Bembo, filho de Bernardo Bembo e Elena Morosini. Ainda pequeno, acompanhava o pai, senador da Sereníssima, a Florença, onde aprendeu a apreciar o toscano, que teria preferido à língua vêneta da sua cidade natal. Após um primeiro período de estudos, transfere-se para Messina, onde estuda o grego por dois anos, com Constantino Láscaris. Graduou-se na Universidade de Pádua.
Posteriormente (1497-1499) estudou na corte de Ferrara, que os D'Este haviam transformado em importante centro literário e musical. Ali encontrou Ludovico Ariosto e começou a elaborar os diálogos Gli Asolani ("Os Asolanos")
Os poetas que sempre o inspiraram na sua poesia foram o Boccaccio e Petrarca. Gostava de fazer acompanhar as suas obras poéticas por moças que tocavam alaúde, e uma vez teve a honra de ser acompanhado por Isabella d'Este, a quem depois presenteou com uma cópia de Gli Asolani.
Volta a Ferrara em 1502, onde conhece Lucrécia Bórgia, mulher de Afonso d'Este, com a qual tem uma relação. Bembo sai da cidade em 1505, quando a peste dizimou a população. Entre 1506 e 1512 viveu em Urbino, e ali começou a escrever suas principais obras: as Prose della volgar lingua (cuja publicação acontecerá somente em 1525). Recebeu as ordens menores antes de 1513. Entrou para a Ordem de São João de Jerusalém.
Em 1513 vai para Roma com Júlio de Médicis, futuro papa Clemente VII. Em Roma, o papa Leão X faz dele secretário de Breves. Após a morte do pontífice, em 1521, Bembo transfere-se para Pádua, onde habitava sua amante Faustina Morosina della Torre, da qual teve um filho. Em Pádua, sua casa se tornou o centro de um círculo literário e lá ele reuniu uma extensa biblioteca e um rico museu de medalhas e antiguidades. É nessa época que publica em Veneza as Prose della volgar lingua. Em 1529 retorna a Veneza, onde ocupou o cargo de historiógrafo da República de Veneza, comissionado pelo Senado Veneziano para completar a história da república, cobrindo o período de 1487 a 1513. No ano seguinte, foi nomeado bibliotecário da Biblioteca Marciana. Senador veneziano. Ele mostrou em suas cartas uma frivolidade beirando a moral pagã. Bembo gerou vários filhos ilegítimos. Foi promovido ao cardinalato a pedido do doge de Veneza.
Criado cardeal-diácono pelo papa Paulo III no consistório de 20 de dezembro de 1538 e reservado in pectore; publicado no consistório de 19 de março de 1539, recebeu o chapéu vermelho em 24 de outubro e o título de S. Ciriaco alle Terme em 10 de novembro. Ordenado aos 69 anos em 1539, mudou seu modo de vida e renunciou ao estudo da literatura clássica e se dedicou ao estudo da Patrística e das Escrituras. Bembo foi administrador da sé de Gubbio, de 29 de julho de 1541 a 18 de fevereiro de 1544. Optou pela ordem dos presbíteros e pelo título de S. Crisogono, em 15 de fevereiro de 1542. Renunciou ao cargo de camerlengo do Sagrado Colégio dos Cardeais em 8 de janeiro de 1543; não se sabe quando ele se tornou camerlengo. Administrador da sé de Bérgamo, de 18 de fevereiro de 1544 até sua morte. Ele nunca recebeu a consagração episcopal nem visitou suas dioceses. Optou pelo título de S. Clemente, em 17 de outubro de 1544. Pietro Bembo é considerado um dos poetas e estudiosos humanistas mais reconhecidos de seu século. Além de suas obras, ele lançou as bases para a Biblioteca do Vaticano. Além de Raffaelo Sanzio e Michelangelo Buonarroti, ele foi amigo, guia e protetor de artistas como Giovanni Bellini, Jacopo Sansovino, Sebastiano dal Piombo, Tiziano Vecelli, Benvenuto Cellini e Valerio Belli, dos quais ele colecionou e frequentemente inspirou obras.
Cardeal Bembo faleceu aos 76 anos, no palácio de Marchis Baldassani, Campo Marzo, e foi sepultado em Santa Maria sopra Minerva, perto do túmulo do Papa Leão X.

## Obras

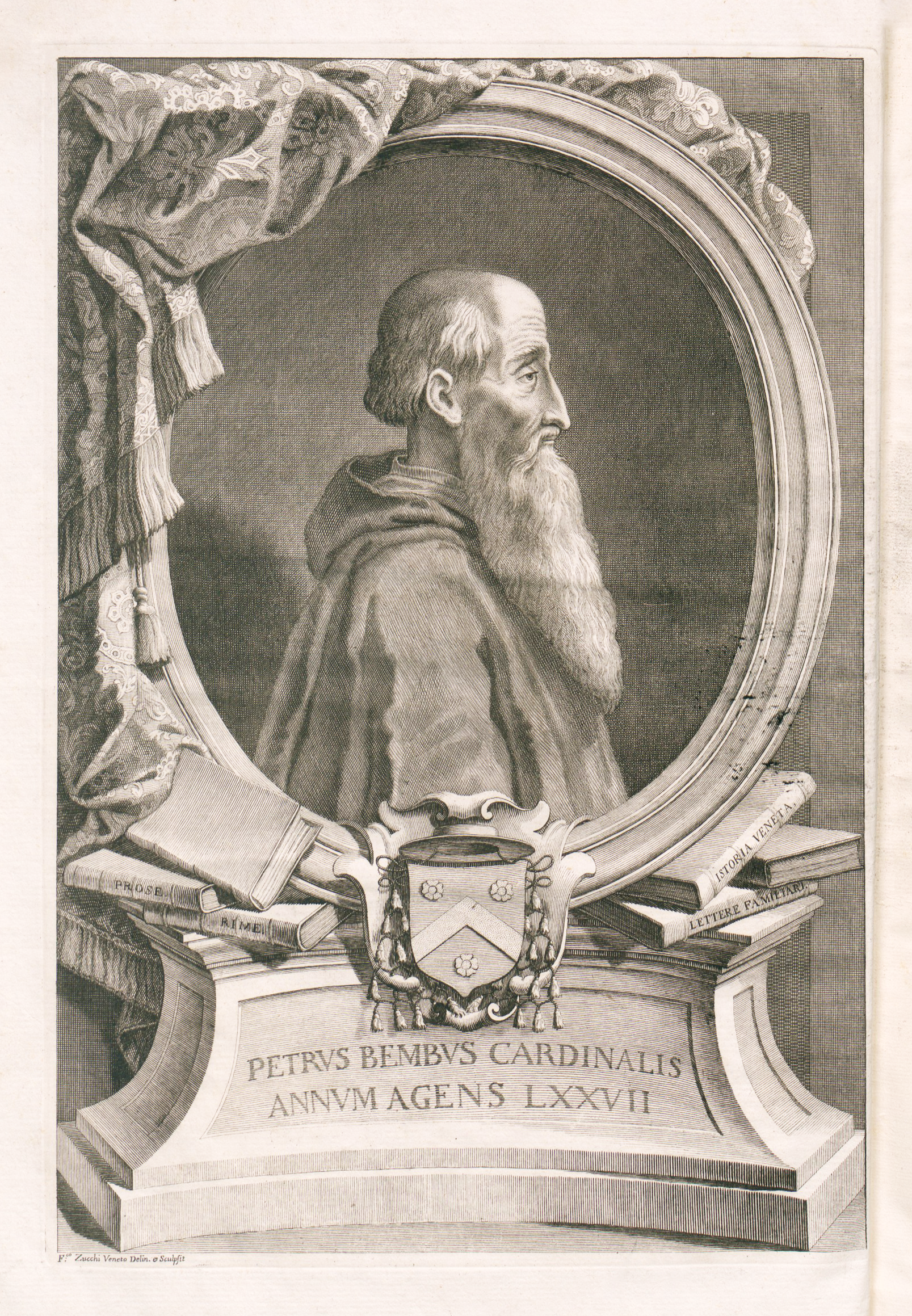
Pietro Bembo, Historia Veneta, 1729

Sogno, 1492-1494

Como escritor, Bembo foi um dos mais eminentes representantes dos ciceronianos, grupo que defendia a restauração de um estilo inspirado na Antiguidade Clássica romana, a partir da imitação dos dois modelos principais da língua latina: Cícero, para a prosa, e Virgílio, para a poesia.
Foi também o iniciador do Petrarquismo, propondo o estilo do poeta como exemplo de pureza lírica e como modelo absoluto. Por sua indicação, a poesia da época tomará como exemplo as rimas de Petrarca.
Entre os seus escritos em latim destacam-se sobretudo:
- Epistolae (Leonis X. nomine scriptae, 16 volumes. Veneza, 1535; Familiares, 6 volumes)
- Rerum veneticarum libri XII (História da República Vêneta de 1487 a 1513). Veneza, 1551.
- Historia veneta escrita entre 1487 e 1513; publicada em 1551, depois traduzida, por ele mesmo, em italiano, como Istoria Viniziana.
- Carmina (Veneza, 1533) onde se coloca a tradição do Dolce stil novo de Petrarca.

Seus mais importantes escritos em língua vulgar são: 
- Gli Asolani, discursos filosóficos sobre o amor platônico (Venezia 1505)
- Prose nelle quali si ragiona della volgar lingua (cujo nome completo é Prose di M. Pietro Bembo nelle quali si ragiona della volgar lingua scritte al Cardinale de Medici che poi è stato creato a Sommo Pontefice et detto Papa Clemente Settimo divise in tre libri), o mais notável documento da discussão sobre a língua literária italiana do século XVI (Veneza 1525). As "Prose" tiveram uma influência decisiva sobre o desenvolvimento da língua italiana. Nessa obra, Bembo propõe o emprego da língua usada por Petrarca para as obras em versos, e da língua usada por Giovanni Boccaccio para os textos em prosa. O livro III das Prose surge como uma gramática do italiano. Pietro Bembo pretende promover uma língua "arcaica " toscana, decalcada dos modelos literários de Dante, Pertrarca e Boccaccio, enquanto Baldassare Castiglione (1478-1529) e Gian Giorgio Trissino (1478-1550) desejam que se desenvolva um padrão misto, concebido a partir de diferentes elementos dos vários dialetos existentes. Por fim, Claudio Tolomei e Niccolò Machiavelli (1469-1527) pretendem o uso do toscano moderno - mais precisamente, do florentino.[2]

Em 1583 é criada a Accademia della Crusca, cujos dicionários são a referência incontornável da língua. A Academia opta por promover a língua "arcaica" defendida por Bembo e em 1612 publica o primeiro grande dicionário da língua "moderna": Vocabolario degli Accademicci della Crusca. Assim o toscano impõe-se nas obras de gramática e na literatura, mas não consegue impor-se como língua de comunicação geral.
- Rime (Venezia 1530)
- Lettere volgari (5 volumes, Verona 1545)

Em 1501, Bembo editou o Cançoneiro de Petrarca e, em 1502, as Terze Rime (Divina Comédia) de Dante, em estreita colaboração com o editor Aldo Manuzio (ou Aldus Manutius). Pela primeira vez, dois autores em língua vulgar tornaram-se objeto de estudos filológicos, o que até então acontecia apenas com os clássicos antigos. Ambas as edições serão as bases de todas as edições subsequentes por pelo menos três séculos.
O tipo "Bembo" foi usado pela primeira vez na obra De Aetna, de Pietro Bembo, impresso por Manuzio em 1496 e assim denominado em homenagem ao autor do texto.